# Guus van Bladel
Augustinus Lambertus Antonius (Guus) van Bladel (Waalwijk, 13 september 1931 - Malakka (Maleisië), 1 november 2016) was een Nederlandse sociaal werker en schrijver, die vooral bekend geworden is sociaal begeleider van twee Nederlanders die wegens drugssmokkel in Singapore gearresteerd en vervolgd werden: Maria Krol en Johannes van Damme. Krol kwam onverwachts vrij maar Van Damme werd in 1994 als eerste Europeaan in Singapore ter dood veroordeeld en opgehangen. Over zijn ervaringen met Krol en Van Damme schreef Van Bladel twee boeken,  'Vrouwengevangenis Singapore' en 'Tussenstop Singapore'.

## Biografie
Guus van Bladel was het oudste kind in een gezin met zes kinderen. Na drie jaar HBS ging hij bij de Koninklijke Marine. Vanaf 1960 had hij kantoorfuncties bij verschillende bedrijven. In die tijd leerde hij via het COC Gerard Reve kennen, die enkele jaren zijn huisgenoot werd en Van Bladel ook wel zijn 'halfbroer' noemde. Nadat Van Bladel in 1976 ernstig ziek werd en arbeidsongeschikt raakte, verhuisde hij in 1977 naar zijn broer in Singapore. Van Bladel genas echter en besloot in Singapore te blijven wonen. Daar hield hij zich onder meer bezig met het vrijwillig begeleiden van gevangenen in Singapore, Maleisië, Thailand en Indonesië. Hij ontving hiervoor van de overheid van Singapore en Maleisië onderscheidingen. 
Tussen 1991 en 1994 begeleidde Van Bladel twee Nederlanders die - onafhankelijk van elkaar - vrijwel tegelijkertijd met een grote hoeveelheid heroïne in hun bezit waren gearresteerd. Singapore kende destijds de verplichte doodstraf voor iedereen die in het bezit was van meer dan 15 gram heroïne. Van Bladel bezocht beide Nederlanders wekelijks in de gevangenis. Maria Krol werd onverwachts vrijgesproken door de rechtbank, maar Johannes van Damme werd ter dood veroordeeld en in september 1994 opgehangen. In de periode rondom de executie werd Van Bladel regelmatig door de Nederlandse media geïnterviewd. Ondanks dat zich in de loop der jaren een soort van vriendschap ontwikkelde tussen Van Damme en Van Bladel, bleef Van Bladel al die tijd wel achter het strenge rechtssysteem van Singapore staan. Jaren later zei hij hierover dat hij het terecht vond dat de regering van Singapore geen uitzondering had gemaakt voor een hoogopgeleide Nederlander.
In 2001 verhuisde Van Bladel naar Maleisië. Daar ging hij tot op hoge leeftijd door met het bezoeken van gevangenen. Ook zette hij zich in voor het behoud van Nederlands erfgoed in Malakka. Van Bladel overleed op 1 november 2016. Hij werd in Malakka gecremeerd. 

## Onderscheiding
Voor zijn hulp aan gevangenen werd Van Bladel in 1995 geridderd.
- Bibliothèque nationale de France: cb16142814c (data)
- International Standard Name Identifier: 0000 0000 7235 5434
- Library of Congress Control Number: n97079622
- Nederlandse Thesaurus van Auteursnamen: 141384166
- Virtual International Authority File: 101009264